# Prix musical Léonie-Sonning
Pour les articles homonymes, voir Léonie et Sonning (homonymie).
Ne doit pas être confondu avec Prix Sonning.
Le Léonie Sonnings Musikpris ou prix musical Léonie-Sonning est un prix décerné tous les ans par la Léonie Sonnings Musikfond (Fondation musicale Léonie-Sonning) de Copenhague à un acteur de la musique classique : un compositeur, un chef d'orchestre, un instrumentiste ou un artiste lyrique, dont on considère qu'il a une influence déterminante dans son domaine précis.
La dotation du prix est d'un million de couronnes danoises (soit plus de cent-trente mille euros).

## Histoire
Le Léonie Sonnings Musikpris est officiellement créé en 1965 par Léonie Sonning (da), la veuve de l'éditeur danois Carl Johan Sonning (da). Mais en 1959, le prix a déjà été attribué une première fois à Igor Stravinsky. La Léonie Sonnings Musikfond (da) a aussi pour but d'aider financièrement les jeunes interprètes.
Bien qu'habituellement réservé aux interprètes classiques, il a déjà par deux fois récompensé des musiciens de jazz, Miles Davis en 1984 et Keith Jarrett en 2004 (ce dernier, également musicien classique).
Parmi les récipiendaires, figurent des personnalités telles qu'Igor Stravinsky, Birgit Nilsson, Benjamin Britten, Arthur Rubinstein, Dimitri Chostakovitch, Mstislav Rostropovitch, Sviatoslav Richter, Dietrich Fischer-Dieskau ou Leonard Bernstein.

## Liste des lauréats
- 1959 -  Igor Stravinsky
- 1965 -  Leonard Bernstein
- 1966 -  Birgit Nilsson
- 1967 -  Witold Lutosławski
- 1968 -   Sir Benjamin Britten
- 1969 -  Boris Christoff
- 1970 -  Sergiu Celibidache
- 1971 -  Arthur Rubinstein
- 1972 -  Lord Yehudi Menuhin
- 1973 -  Dmitri Chostakovitch
- 1974 -  Andrés Segovia
- 1975 -  Dietrich Fischer-Dieskau
- 1976 -  Mogens Wöldike
- 1977 -  Olivier Messiaen
- 1978 -  Jean-Pierre Rampal
- 1979 -  Dame Janet Baker
- 1980 -  Marie-Claire Alain
- 1981 -  Mstislav Rostropovitch
- 1982 -  Isaac Stern
- 1983 -  Rafael Kubelik
- 1984 -  Miles Davis
- 1985 -  Pierre Boulez
- 1986 -  Sviatoslav Richter
- 1987 -  Heinz Holliger
- 1988 -  Peter Schreier
- 1989 -  Gidon Kremer
- 1990 -  György Ligeti
- 1991 -  Eric Ericson
- 1992 -  Georg Solti
- 1993 -  Nikolaus Harnoncourt
- 1994 -  Krystian Zimerman
- 1995 -  Yuri Bashmet
- 1996 -  Per Nørgård
- 1997 -  András Schiff
- 1998 -  Hildegard Behrens
- 1999 -  Sofia Goubaïdoulina
- 2000 -  Michala Petri
- 2001 -  Anne-Sophie Mutter
- 2002 -  Alfred Brendel
- 2003 -  György Kurtág
- 2004 -  Keith Jarrett
- 2005 -  John Eliot Gardiner
- 2006 -  Yo-Yo Ma
- 2007 -  Lars Ulrik Mortensen
- 2008 -  Arvo Pärt
- 2009 -  Daniel Barenboim
- 2010 -  Cecilia Bartoli
- 2011 -  Kaija Saariaho
- 2012 -  Jordi Savall
- 2013 -  Simon Rattle
- 2014 -  Martin Fröst
- 2015 -  Thomas Adès
- 2016 -  Herbert Blomstedt
- 2017 -  Leonídas Kavákos
- 2018 -  Mariss Jansons
- 2019 -  Hans Abrahamsen[2]
- 2020 -  Barbara Hannigan[3]
- 2021 -  Unsuk Chin
- 2022 -  Pierre-Laurent Aimard[4]
- 2023 -  Evelyn Glennie[5]
- 2024 -  Emmanuel Pahud[1]
- 2025 -  Danish String Quartet (en)[6]